# Necrópole de Tebas
A necrópole de Tebas é uma região da margem ocidental do rio Nilo, no lado oposto à cidade de Tebas, do Antigo Egito. Foi usada para sepultamentos rituais por boa parte do período faraônico, especialmente durante o Império Novo.
Tanto a necrópole quanto a cidade foram considerados um Património Mundial pela UNESCO, com o nome de Tebas Antiga com sua Necrópole (Ancient Thebes with its Necropolis, em inglês). 
A região da necrópole é composta por três sítios:
- Templo de Karnak
- Templo de Luxor
- Vale dos Reis
- Vale das Rainhas

## Galeria

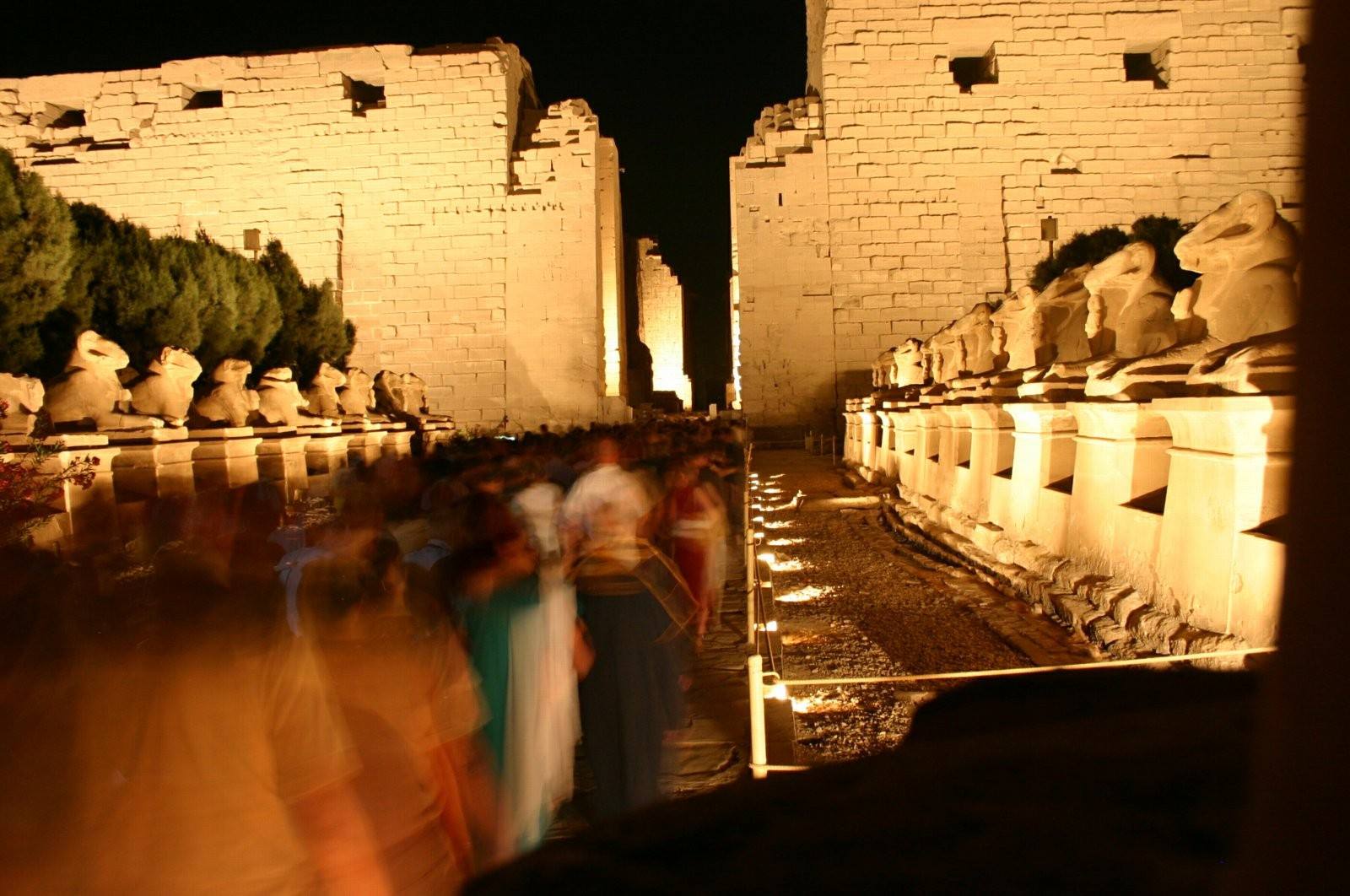
Templo de Karnak à noite.
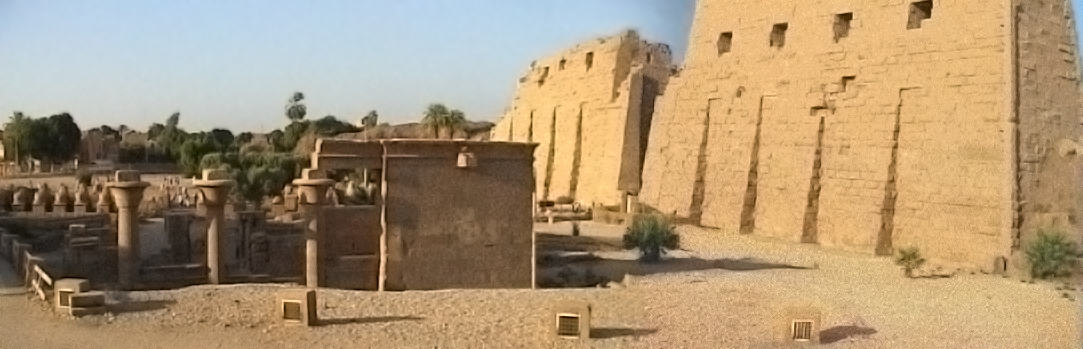
Templo de Karnak.
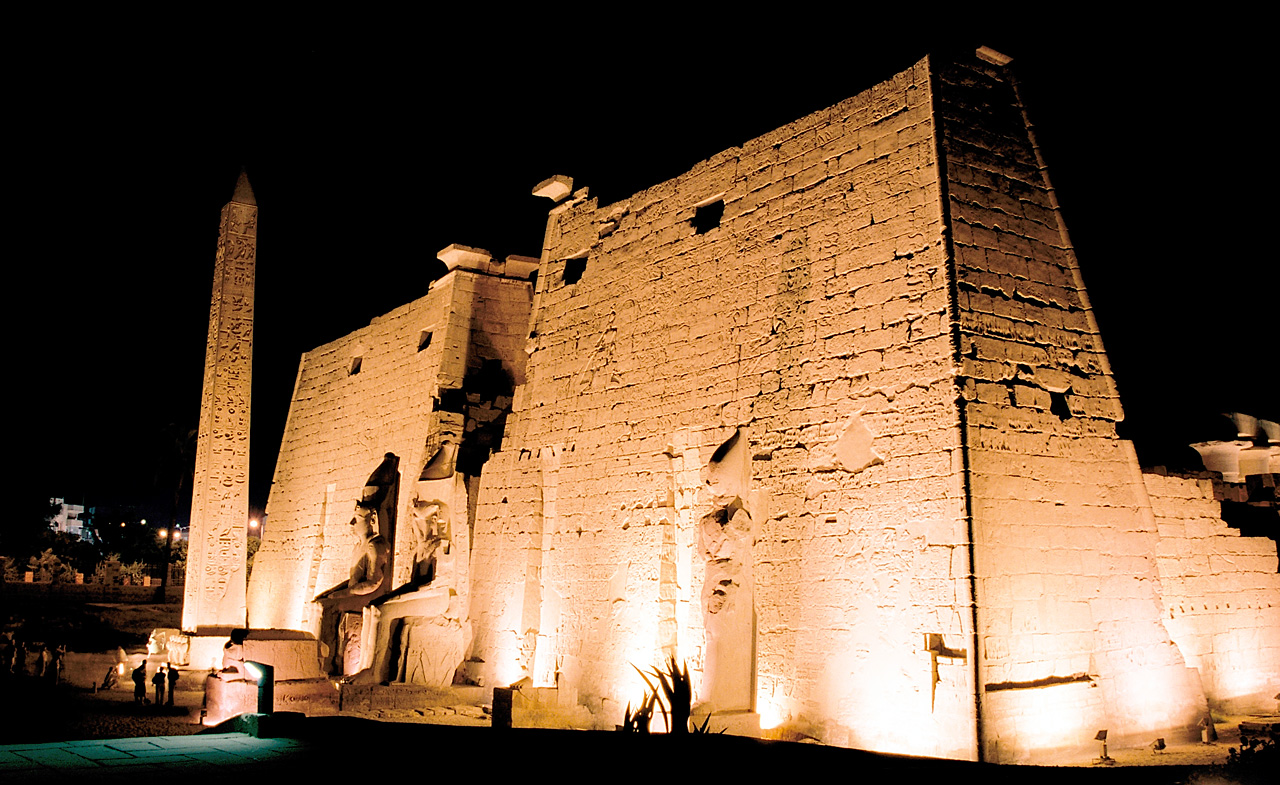
Templo de Luxor à noite.
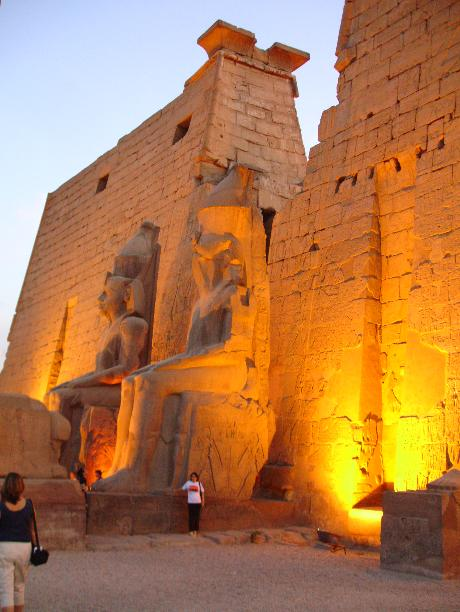
Templo de Luxor.
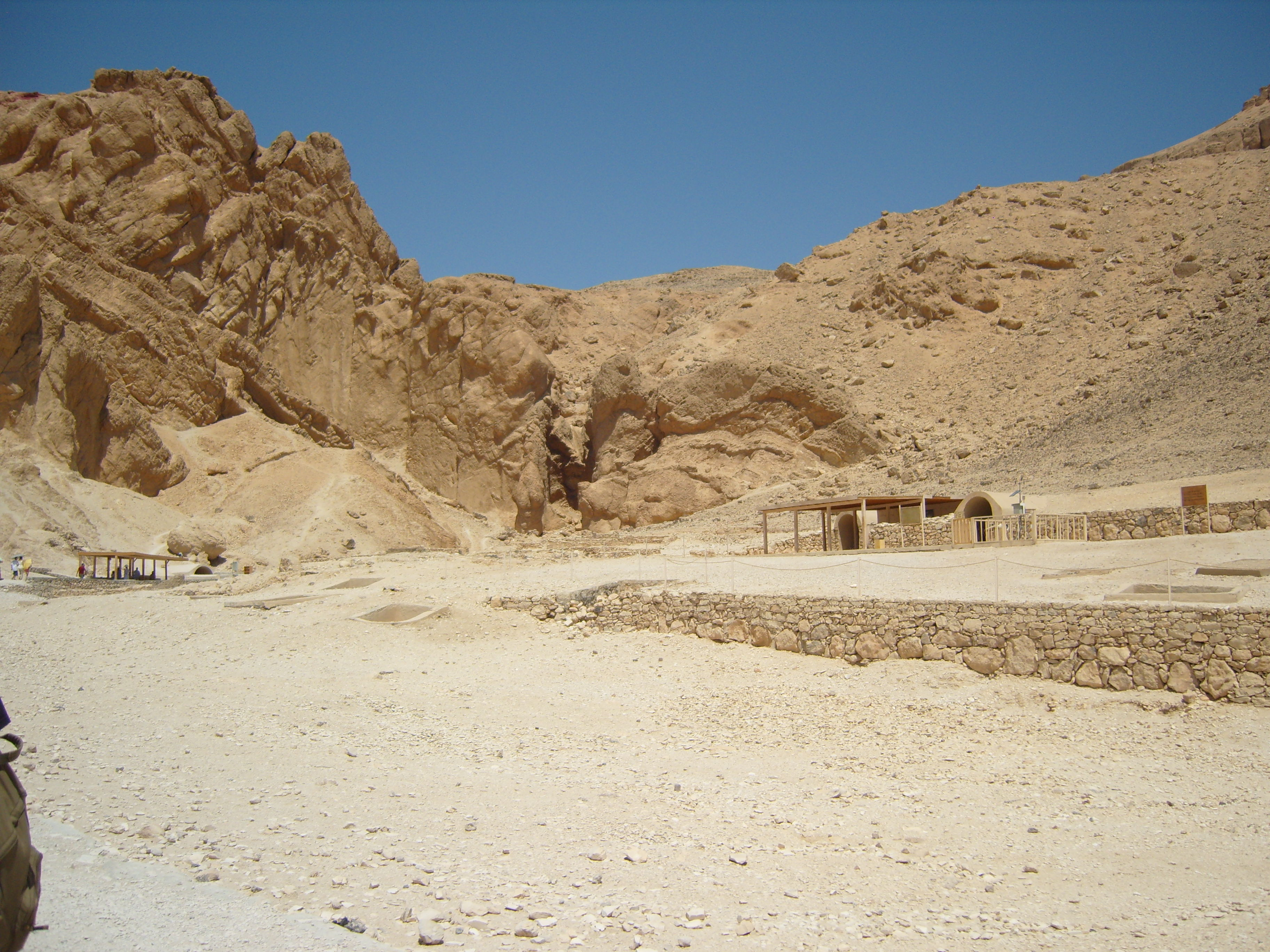
Vale das Rainhas
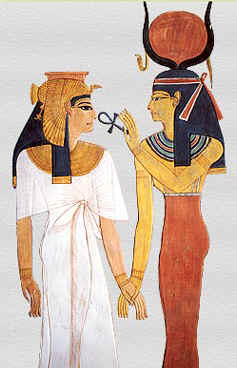
Pintura no túmulo de Nefertari (Vale das Rainhas).
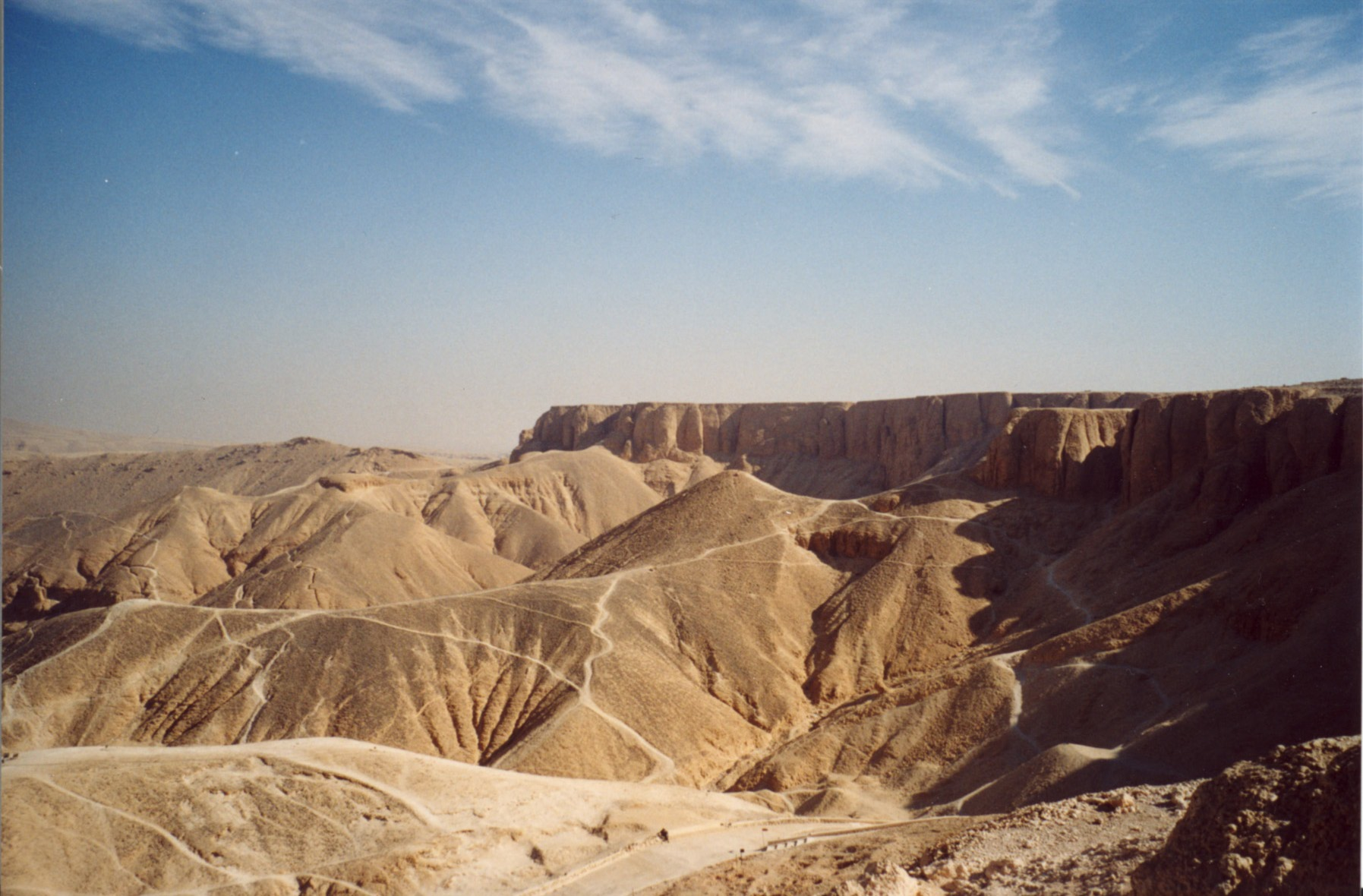
Vale dos Reis.
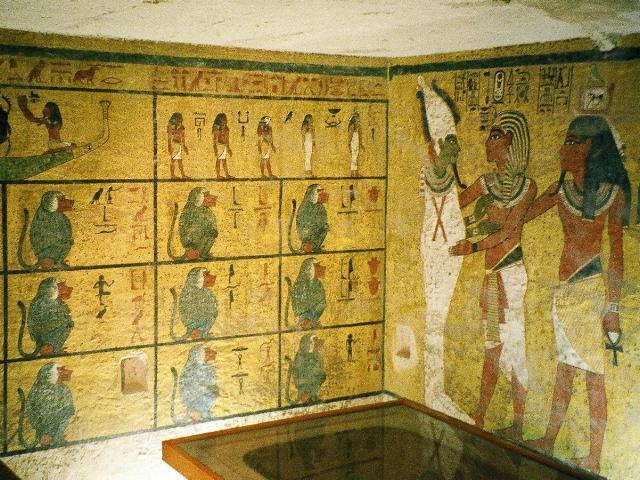
Túmulo de Tutancâmon (Vale dos Reis).